# 苏达 (多尔多涅省)
苏达（法語：Soudat，法語發音：[suda]）是法国多尔多涅省的一个市镇，位于该省北部略偏西，和夏朗德省接壤，属于农特龙区。

## 地理
苏达（45°37'27"N, 0°33'53"E）面积8.82 平方千米，位于法国新阿基坦大区多爾多涅省，该省份为法国西南部内陆省份，是法國本土面积第三大的省，大致对应佩里戈尔地区，北起顺时针与夏朗德省、上维埃纳省、科雷兹省、洛特省、洛特-加龙省、吉倫特省和滨海夏朗德省接壤。
与苏达接壤的市镇（或旧市镇、城区）包括：埃穆捷、泰雅、比西耶尔巴迪勒、瓦赖涅、埃图阿尔。

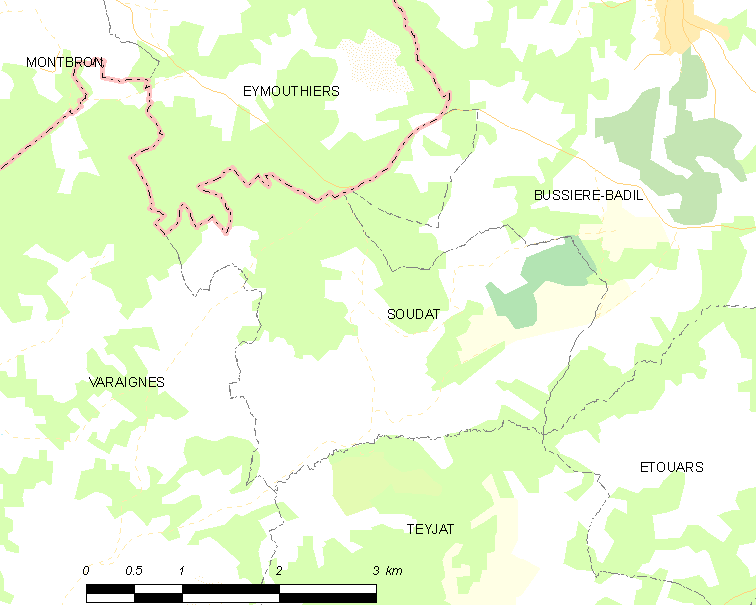
的OSM定位图

苏达的时区为UTC+01:00、UTC+02:00（夏令时）。

## 行政
苏达的邮政编码为24360，INSEE市镇编码为24541。

## 政治
苏达所属的省级选区为农特龙绿色佩里戈尔县。

## 人口

1962-2008年间人口变化图示

苏达于2022年1月1日时的人口数量为102人。